# Нейгауз, Генрих Густавович
Ге́нрих Густа́вович Нейга́уз (31 марта (12 апреля) 1888, Елисаветград, Российская империя — 10 октября 1964, Москва, СССР) — русский и советский пианист немецкого происхождения. Педагог, профессор Московской консерватории. Народный артист РСФСР (1956).
Считается одним из выдающихся интерпретаторов музыки Александра Скрябина.
Как педагог, Нейгауз воспитал целую плеяду крупнейших музыкантов XX века, среди которых Эмиль Гилельс, Святослав Рихтер, Тихон Хренников и другие.

## Биография
Сын директора частной музыкальной школы Густава Нейгауза. Во многом был самоучкой, поскольку педагогические методы и пианистические принципы отца вызывали у него скорее отторжение. Наибольшее влияние на его творческое развитие оказали Кароль Шимановский и особенно его дядя Феликс Блуменфельд.
В 1897 году он дал первый сольный концерт в Елисаветграде, затем, в 1902 году совместно с 11-летним Мишей Эльманом. В 1904 году вместе со старшей сестрой Натальей Нейгауз концертировал в Дортмунде, Бонне, Кёльне и Берлине. Впоследствии учился у Карла Генриха Барта и Леопольда Годовского в Берлине. С Годовским с 1909 года и до начала Первой мировой войны обучался в Венском университете музыки и исполнительского искусства.
В 1914 году Нейгауз вернулся в Россию, где через год экстерном окончил Петроградскую консерваторию. Преподавал некоторое время в Тифлисе, в 1919—1922 годах — в Киевской консерватории, а с 1922 года — в Московской консерватории, где также был директором в 1935—1937 годах. Переболев брюшным тифом, некоторое время не мог играть; до конца жизни у него почти не работал мизинец правой руки.
В 1941 году арестован за отказ от эвакуации; провёл восемь с половиной месяцев во внутренней тюрьме на Лубянке. После ходатайства Эмиля Гилельса освобождён и принудительно отправлен за Урал, однако ему удалось сойти с поезда в Свердловске, где он остался преподавать в консерватории. Благодаря коллективному ходатайству деятелей культуры, в июле 1944 года вернулся в Москву.
Среди учеников его класса — такие музыканты как Тихон Хренников, Теодор Гутман, Натан Перельман, Вера Разумовская, Эммануил Гроссман, Ундина Дубова-Сергеева, Берта Маранц, Семён Бендицкий, Яков Зак, Эмиль Гилельс, Святослав Рихтер, Лев Наумов, Анатолий Ведерников, Олег Бошнякович, Маргарита Фёдорова, Евгений Малинин, Вера Горностаева, Антон Гинзбург, Юрий Муравлёв, Константин Ганев, Анатолий Геккельман, Александр Слободяник, Евгений Либерман, Леонид Брумберг, Зденек Гнат, Валерий Кастельский, Алексей Любимов, Алексей Наседкин, Раду Лупу, Валерий Васильев, Анна Барон, Игорь Жуков, Елена Рихтер, Владимир Крайнев, Елена Гладилина, Берта Козель, Юрий Ананьев, Элисо Вирсаладзе, Альберт Тараканов, Евгений Могилевский.
Старший сын Генриха Густавовича Адриан умер в двадцатилетнем возрасте от туберкулёза в 1945 году. Сын Нейгауза — Станислав — также стал известным пианистом, дочь Милица — математиком.
Осип Мандельштам написал в 1931 году стихотворение «Рояль», которое посвятил Г. Г. Нейгаузу:
Как парламент, жующий фронду,

Вяло дышит огромный зал —

Не идёт Гора на Жиронду,

И не крепнет сословий вал.

Оскорблённый и оскорбитель,

Не звучит рояль-Голиаф —

Звуколюбец, душемутитель,

Мирабо фортепьянных прав.

Разве руки мои — кувалды?

Десять пальцев — мой табунок!

И вскочил, отряхая фалды,

Мастер Генрих — конёк-горбунок.

Чтобы в мире стало просторней,

Ради сложности мировой,

Не втирайте в клавиши корень

Сладковатой груши земной.

Чтоб смолою соната джина

Проступила из позвонков,

Нюренбергская есть пружина,

Выпрямляющая мертвецов.

Скончался 10 октября 1964 года на 77-м году жизни. Похоронен на Новодевичьем кладбище.

## Награды
- заслуженный деятель искусств РСФСР
- народный артист РСФСР (1956)
- орден Ленина (23.01.1954) — за выслугу лет и безупречную работу
- орден Трудового Красного Знамени (27.04.1937) — за выдающиеся заслуги в области подготовки музыкальных кадров

## Фильмография
- 2008 год — «Мастер Генрих» — документальный фильм, 2008 год, режиссёр Никита Тихонов.

## Галерея

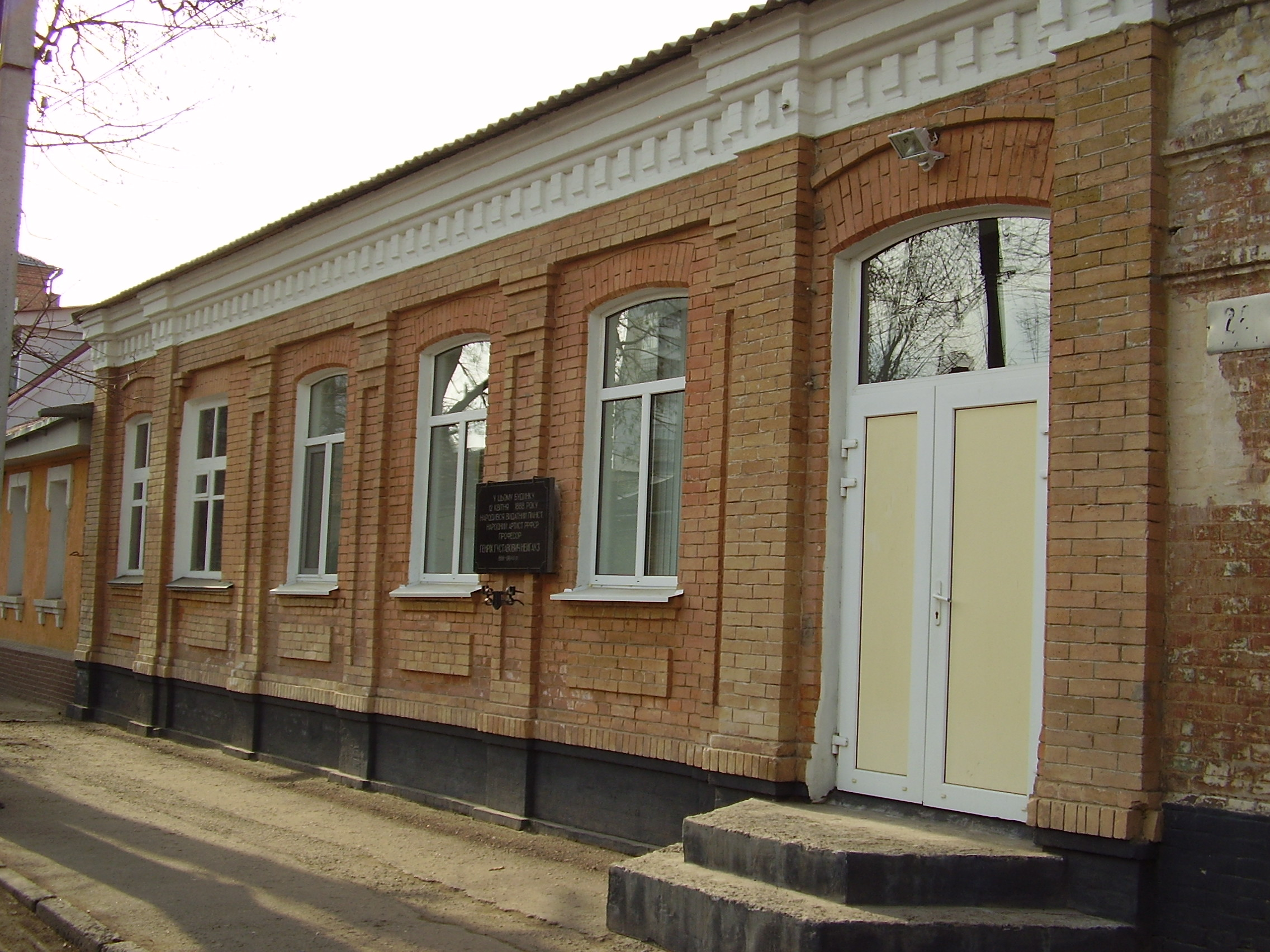
Дом на улице Шульгиных 26 в Кропивницком, где родился Генрих Нейгауз